# アワーミュージック
『アワーミュージック』（仏語：Notre musique、「私たちの音楽」の意）は、2004年製作・公開、ジャン＝リュック・ゴダール監督によるフランス・スイス合作の長篇劇映画である。

## 概要
『愛の世紀』（2001年）以来3年ぶりのジャン＝リュック・ゴダールの長篇劇映画である。同作の発表以降に起きたアメリカ同時多発テロ事件の現代世界を描く。1992年（平成4年）に勃発したボスニア・ヘルツェゴビナ紛争をきっかけに、ヴェトナム戦争時の『ジェーンへの手紙』（1972年）と同一の手法で、1枚の報道写真をもとに2分の短篇映画『たたえられよ、サラエヴォ』（1993年）を発表して以来、10年を経て、ゴダールはボスニア・ヘルツェゴビナの首都サラエヴォの地に降り立った。
『カメラ・アイ』（オムニバス映画『ベトナムから遠く離れて』、1967年）のときにはヴェトナムに近づけず、『勝利まで』（1970年）のときにはヨルダンとパレスチナに密着したが、取材している相手の人物が途中で殺されてしまい完成できなかったというゴダールと戦争と映画の歴史がある。
本作はダンテ・アリギエーリの叙事詩『神曲』（1304年 - 1321年）と同様に、「王国1:地獄」、「王国2:煉獄」、「王国3:天国」の3部で構成されている。「王国1:地獄」は、現在と過去の戦争のドキュメンタリ映像とフィクション劇映画の戦闘シーンのアーカイヴ・フッテージが、『ゴダールの映画史』（1988年 - 1998年）以来の手法でモンタージュされたもの、「王国2:煉獄」は、サラエヴォに呼ばれ、おとずれたゴダールが、学生たちに2枚の写真の関係を語り、交流するドラマ、「王国3:天国」では、スイスの自宅にいるゴダールが、第2部で出逢った若い女性の訃報を受けて思い描く天国である。
「王国1:地獄」篇には、原爆投下直後の広島の映像のほか、北村龍平監督の『VERSUS』（2001年）のカットが含まれている。
「王国2:煉獄」篇に登場する、ナード・デューが演じる女子学生オルガ・ブロツキーのキャラクターは、『中国女』（1967年）でレックス・ド・ブリュインが演じるキリロフ同様、フョードル・ドストエフスキーの小説『悪霊』（1871年 - 1873年）の登場人物・キリーロフをモデルに造形した。カフェで語るオルガのセリフは『悪霊』からの引用である。
「王国3:天国」篇に登場するアメリカ兵が聴いているラジオは、1975年（昭和50年）に日本で製造された「ナショナルクーガ115」の海外輸出仕様製品、「パナソニック GX-600」である。

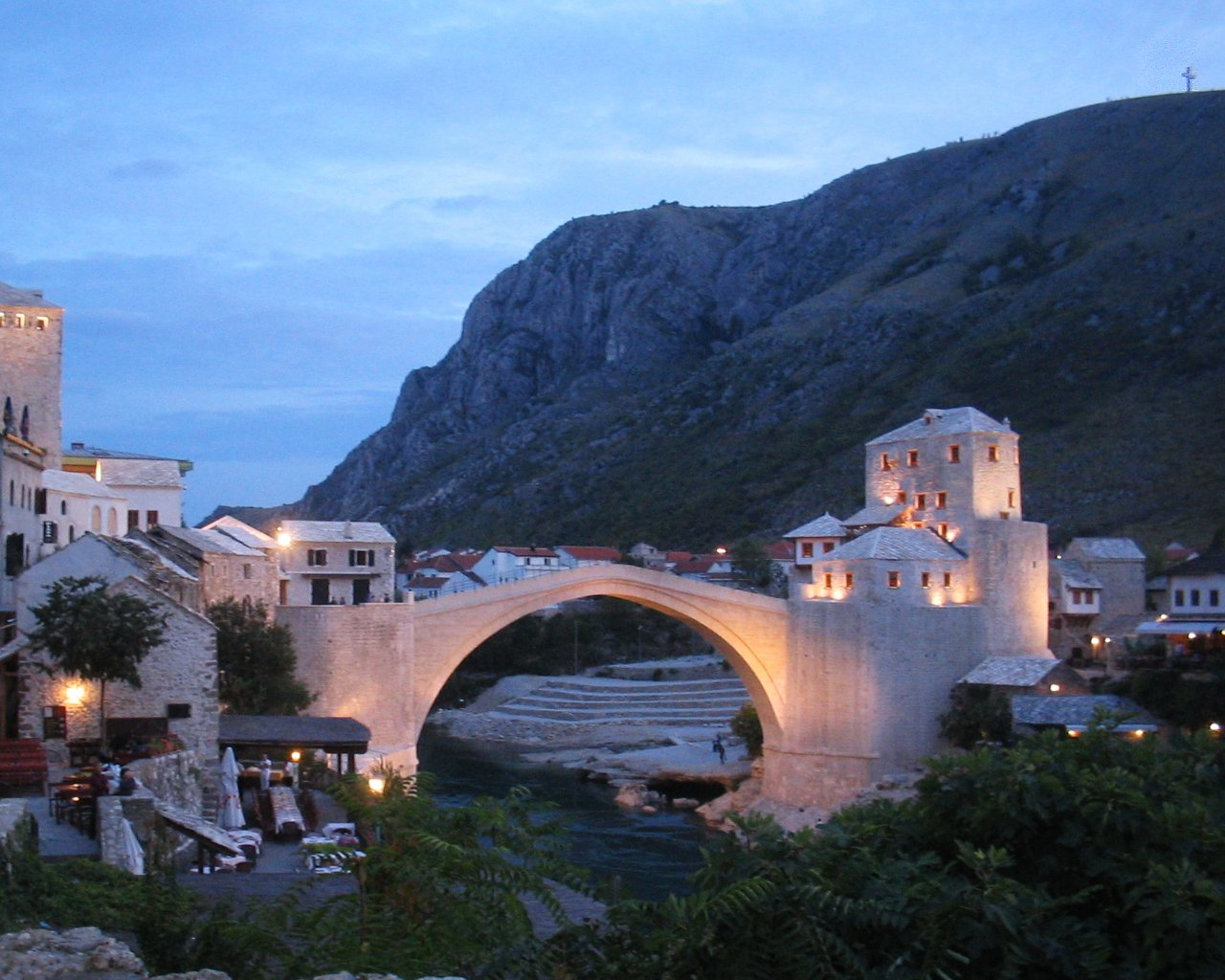
ジル・ペクーが復興を手がけたスタリ・モスト、2004年復興後

本作には、ゴダールが本人として出演しているほか、ゴダールと同世代でスペインの行動派作家フアン・ゴイティソーロ、パレスチナ出身の詩人マフムード・ダルウィーシュ、フランスの哲学者ジャン＝ポール・キュルニエ、フランスの小説家・彫刻家ピエール・ベルグニウ、フランスの建築家であり、ボスニア・ヘルツェゴビナ南部の都市モスタルで、本作の撮影当時スタリ・モストという橋の再建を手がけていたジル・ペクーが本人として、実名で出演している。同橋は本作の完成後の2004年6月23日に復旧工事が完成し、翌2005年には、ボスニア・ヘルツェゴビナ国内で初の世界遺産に登録された。インディアン・カンカンボの役で知られる舞台俳優フェルラン・ブラスも、本人の役でインディアン姿で登場する。
各国から多彩な人物が登場する本作は、ゴダールの話すフランス語を基調に、パレスチナ人のアラビア語、英語、イスラエルのヘブライ語、ボスニア・ヘルツェゴビナのセルビア・クロアチア語、スペイン語と6か国語で語られるポリフォニックな映画である。
ロケ地は、サラエヴォのほか、ゴダールの自宅兼工房ペリフェリアのあるスイス・ヴォー州ロール、レマン湖畔である。

## スタッフ
- 監督・脚本・編集 : ジャン＝リュック・ゴダール
- 撮影監督 : ジュリアン・イルシュ、ジャン＝クリストフ・ボーヴァレ
- 録音 : フランソワ・ミュジー、ピエール・アンドレ、ガブリエル・ハフナー
- 美術 : アンヌ＝マリー・ミエヴィル
- 音楽 : ジャン・シベリウス、アレクサンドル・クナイフェリ、ハンス・オッテ、ケティル・ビヨルンスタ、メレディス・モンク、コミタス、クルターグ・ジェルジ、ヴァレンティン・シルヴェストロフ、ピョートル・チャイコフスキー、トリグヴェ・サイム、アルヴォ・ペルト、アヌアル・ブラヒム、デヴィッド・ダーリング
- 製作主任 : ジャン＝ポール・バッタジア、Zyba Galijasevic
- プロデューサー : アラン・サルド、ルート・ヴァルトブルゲール
- 製作 : ペリフェリア、フランス3・シネマ、アッヴェントゥーラ・フィルム、テレヴィジオン・スイス・ロマンド、ヴェガ・フィルム、スイス連邦内務省 （DFI）、カナル・プリュス

## キャスト
- サラ・アドラー （イスラエル人ジャーナリスト ジュデス・ラーナー）
- ナード・デュー （オルガ・ブロツキー）
- ロニー・クラメール（フランス語版） （通訳ラモス・ガルシア、オルガの叔父）
- シモン・エーヌ（フランス語版） （オリヴィエ・ナヴィル大使）
- ジャン＝クリストフ・ブーヴェ（フランス語版） （リベラシオン紙記者 C・マイヤール）
- ジョージ・アギラー（英語版） （インディアン）
- フェルラン・ブラス （本人）
- ルティツィア・グティエレス （インディアン）
- アリーヌ・シュルマン （スペイン人翻訳者）
- ジャン＝リュック・ゴダール （本人）
- フアン・ゴイティソーロ （本人）
- マフムード・ダルウィーシュ （本人）
- ジャン＝ポール・キュルニエ （本人）
- ピエール・ベルグニウ（フランス語版） （本人）
- ジル・ペクー （本人）
- エルマ・ザニッチ
- ララ・バリッチ
- サニア・ブリッチ
- レアンドロ・モンティ （リンゴをもった男）

## ストーリー
王国1 地獄
ニュースリール、ドキュメンタリーフィルム、フィクションの戦争映画。われわれが知る戦争のすべてが、ただただつなげられる。
王国2 煉獄
10年前の独立宣言以来、戦火にさらされたボスニア・ヘルツェゴビナの首都サラエヴォ。同地に招聘され、「書物との出逢い」という催しで、大学で講義することになった、スイスの映画作家ゴダール（本人）。2枚のハリウッド映画の写真を用い、イスラエルとパレスチナ、ユダヤとイスラムの非対称性を「シャン・コントル・シャン」（切り返しの構図）という映画的手法で対称性を取り戻す試みについて述べる。「デジタルカメラは映画を救うか」と学生に問われ、ゴダールは沈黙する。
ゴダールの講義を聴いていた女子学生のオルガ・ブロツキー（ナード・デュー）は、帰国間際のゴダールに、空港で自作映像のDVDを渡す。
スイス、レマン湖の近くのゴダールの家。庭の花々の手入れをしているゴダールのもとに、サラエヴォでの通訳をしてくれたラモス・ガルシア（ロニー・クラメール）から、知らせが届く。オルガがイスラエルに行き、自爆テロのテロリストに間違えられて射殺されたのだという。
王国3 天国
天国。湖に近い場所。はつらつとした若者たちがビーチバレーに興じ、アメリカ兵もまどろむところ。燦々と降り注ぐ明るい陽射しのなか、オルガが歩いている。

## 映画祭・映画賞

### 公式上映
- 2004年5月18日、カンヌ国際映画祭
- 2004年9月9日、トロント国際映画祭
- 2004年10月3日、ニューヨーク映画祭
- 2004年10月9日、釜山国際映画祭
- 2004年10月9日、シカゴ国際映画祭
- 2004年11月25日、台湾金馬奨
- 2005年3月1日、アデレード映画祭
- 2005年3月13日、マール・デル・プラタ国際映画祭
- 2005年3月31日、ウィスコンシン映画祭
- 2005年4月1日、香港国際映画祭
- 2005年4月2日、ムエストラ国際映画祭
- 2005年4月13日、ブエノスアイレス国際映画祭
- 2005年7月23日、ERAニュー・ホライゾンズ映画祭

### 受賞
- 2004年 ヨーロッパ映画賞 : 最優秀女優賞ノミネート （サラ・アドラー）、最優秀脚本賞ノミネート （ジャン＝リュック・ゴダール）
- 2004年 サン・セバスティアン国際映画祭 : 年間FIPRESCI映画賞 受賞 （ジャン＝リュック・ゴダール）
- 2005年 スイス映画賞 : 最優秀作品賞ノミネート  （ジャン＝リュック・ゴダール）

## 関連事項
- ジャン＝リュック・ゴダール監督作品一覧
- ジャン＝リュック・ゴダール出演作品一覧

## 関連書籍
- ダンテ・アリギエーリ『神曲』（1304年 - 1321年）

山川丙三郎訳、岩波文庫、上巻 1952年1月 ISBN 4003270118、中巻 1953年1月 ISBN 4003270126、下巻 1958年1月 ISBN 4003270134
寿岳文章訳、集英社文庫ヘリテージシリーズ、地獄篇 2003年1月 ISBN 4087610012、煉獄篇 2003年1月 ISBN 4087610020、天国篇 2003年1月 ISBN 4087610039
平川祐弘訳、河出文庫、地獄篇 2008年11月4日 ISBN 4309463118、煉獄篇 2009年1月26日 ISBN 4309463142、天国篇 2009年4月3日 ISBN 4309463177
- フョードル・ドストエフスキー『悪霊』（1871年 - 1873年）

江川卓訳、新潮文庫、上巻 1971年11月 ISBN 4102010173、下巻 1971年12月 ISBN 4102010181
米川正夫訳、岩波文庫、上巻 1989年3月 ISBN 4003261429、下巻 1989年3月 ISBN 4003261437

## 註
1. ↑  allmusicサイト内の「アワーミュージック」の項の記述を参照。
2. 1 2 3  #外部リンク欄、プレノンアッシュによる日本語の本作公式サイトリンク先の記述を参照。二重リンクを省く。